# Bai Li
Det här är en artikel om en person med kinesiskt personnamn; Bai är familjenamnet.
Bai Li (kinesiska: 白丽), född 30 mars 1996, är en kinesisk friidrottare som tävlar i långdistanslöpning.

## Karriär
Vid olympiska sommarspelen 2020 i Tokyo slutade Bai på 67:e plats i maratonloppet.